# World Self-Medication Industry
Die World Self-Medication Industry (WSMI) ist ein Zusammenschluss von über 50 Arzneimittelherstellerverbänden aus allen Kontinenten und repräsentiert weltweit Herstell- und Vertriebsunternehmen für rezeptfreie Medikamente und Nahrungsergänzungsmittel. Sie setzt sich gegenüber Gesundheitsbehörden und Fachkräften des Gesundheitswesens für die Stärkung einer verantwortungsvollen Selbstmedikation ein.

## Geschichte
Die WSMI wurde 1970 unter dem Namen World Federation of Proprietary Medicine Manufacturers (WFPMM) durch die Association Européenne des Spécialités Pharmaceutiques Grand Public (AESGP), die Proprietary Association of USA (CHPA) und die Proprietary Association of Canada (CHP Canada) gegründet. In den beiden folgenden Jahren schlossen sich die Self-Medication Manufacturers’ Association of South Africa (SMASA), die Japanese Self-Medication Industry und die Australian Self-Medication Industry (ASMI), 1988 dann die China Nonprescription Medicines Association (CNMA) an. Die Zusammenarbeit der WSMI mit der Weltgesundheitsorganisation bekam ab 1977 einen offiziellen Status.

## Mitglieder
Laut Eigendarstellung ermutigt die WSMI ihre Mitglieder zu freiwilligen Verhaltensregeln für die Werbepraxis und einer verbraucherfreundlichen Kennzeichnung ihrer Präparate.
Deutschland ist durch den Bundesverband der Arzneimittel-Hersteller (BAH), Österreich durch die Interessengemeinschaft österreichischer Heilmittelhersteller und Depositeure (IGEPHA) und die Schweiz durch den Schweizerischen Fachverband für Selbstmedikation (ASSGP) in der WSMI vertreten.